# Zhonglou, Fujian
Zhonglou (kinesiska: 中楼) är en socken i sydöstra Kina. Den ligger på Pingtanön i Pingtan härad i provinshuvudstaden Fuzhou i provinsen Fujian, omkring 74 kilometer sydost om provinshuvudstaden Fuzhou. Antalet invånare är 16 333. Befolkningen består av 8 340 kvinnor och 7 993 män. Barn under 15 år utgör 19,0 %, vuxna 15-64 år 70 %, och äldre över 65 år 10,0 %.